# Chalcides coeruleopunctatus
Espèce
Synonymes
- Chalcides viridanus coeruleopunctatus
Salvador, 1975

Statut de conservation UICN

 LC  : Préoccupation mineure
Chalcides coeruleopunctatus est une espèce de sauriens de la famille des Scincidae.

## Répartition

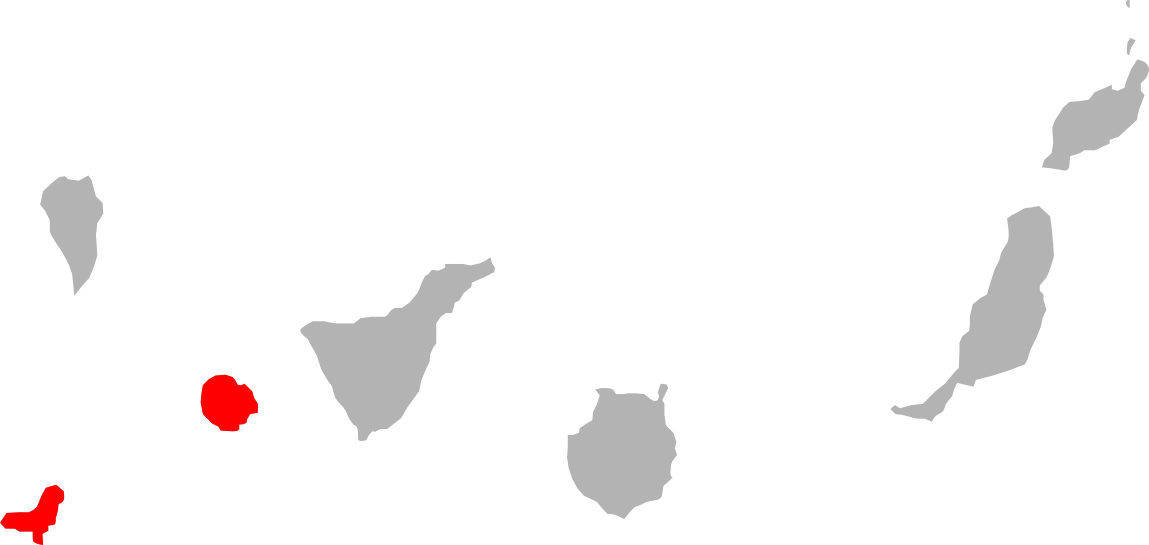

Cette espèce est endémique des îles Canaries, elle se rencontre sur les îles de La Gomera et d'El Hierro.

## Étymologie
Le nom spécifique coeruleopunctatus vient du latin coerulus, bleu azur, et de punctatus, ponctué, en référence aux points bleutés de ce saurien.

## Publication originale
- Salvador, 1975 : Los Eslizones de la Isla de Gomera. Boletín de la Estación Central de Ecología, vol. 4, no 8, p. 83-85.